# ژوسلرم پریور
ژوسلرم پریوِر (فرانسوی: Jocelerme Privert‎؛ زادهٔ ۱ فوریهٔ ۱۹۵۳) سیاستمدار اهل هائیتی است. او از ۱۴ فوریهٔ ۲۰۱۶ تا ۷ فوریهٔ ۲۰۱۷ رئیس‌جمهور موقت هائیتی بود.